# Lista de primeiros-ministros da Armênia
O primeiro-ministro da Armênia (português brasileiro) ou Arménia (português europeu) é o mais alto cargo de ministro no governo armênio, e é exigido pela constituição que "supervisione as atividades oficiais do governo e coordene o trabalho dos ministros." O primeiro-ministro é nomeado pelo presidente da Armênia, mas pode ser afastado por meio de um voto de censura no Parlamento. O posto de presidente é geralmente considerado por ser mais poderoso que o cargo de primeiro-ministro. A incumbência de primeiro-ministro foi instituída primeiramente em 1918 com a fundação da República Democrática da Armênia. Foi abolido quando a Armênia foi anexada pela União Soviética. E foi reintroduzido quando a Armênia reconquistou sua independência.
| Nº                                        | Primeiro-ministro                | Primeiro-ministro                | Início do mandato                | Fim do mandato                   | Partido                               |
| República Democrática da Armênia          | República Democrática da Armênia | República Democrática da Armênia | República Democrática da Armênia | República Democrática da Armênia | República Democrática da Armênia      |
| ----------------------------------------- | -------------------------------- | -------------------------------- | -------------------------------- | -------------------------------- | ------------------------------------- |
| 1                                         |                                  | Hovhannes Katchaznouni           | 30 de maio de 1918               | 28 de maio de 1919               | Federação Revolucionária Armênia      |
| 2                                         |                                  | Alexander Khatisyan              | 28 de maio de 1919               | 5 de maio de 1920                | Federação Revolucionária Armênia      |
| 3                                         |                                  | Hamo Ohanjanyan                  | 5 de maio de 1920                | 25 de novembro de 1920           | Federação Revolucionária Armênia      |
| 4                                         |                                  | Simon Vratsyan                   | 25 de novembro de 1920           | 2 de dezembro de 1920            | Federação Revolucionária Armênia      |
| República Socialista Soviética da Armênia |                                  |                                  |                                  |                                  |                                       |
| Cargo abolido                             |                                  |                                  |                                  |                                  |                                       |
| República da Armênia                      |                                  |                                  |                                  |                                  |                                       |
| 5                                         |                                  | Vazgen Manukyan                  | 13 de agosto de 1990             | 22 de novembro de 1991           | União Nacional Democratica da Armênia |
| 6                                         |                                  | Gagik Harutyunyan                | 22 de novembro de 1991           | 30 de julho de 1992              | (Nenhum)                              |
| 7                                         |                                  | Khosrov Harutyunyan              | 30 de julho de 1992              | 2 de fevereiro de 1993           | (Nenhum)                              |
| 8                                         |                                  | Hrant Bagratyan                  | 2 de fevereiro de 1993           | 4 de novembro de 1996            | Movimento Nacional Pan-Armênio        |
| 9                                         |                                  | Armen Sargsyan                   | 4 de novembro de 1996            | 20 de março de 1997              | (Nenhum)                              |
| 10                                        |                                  | Robert Kocharyan                 | 20 de março de 1997              | 10 de abril de 1998              | (Nenhum)                              |
| 11                                        |                                  | Armen Darbinyan                  | 10 de abril de 1998              | 11 de junho de 1999              | (Nenhum)                              |
| 12                                        |                                  | Vazgen Sargsyan                  | 11 de junho de 1999              | 27 de outubro de 1999[α]         | Partido Republicano da Armênia        |
| 13                                        |                                  | Aram Sargsyan                    | 3 de novembro de 1999            | 2 de maio de 2000                | Partido Republicano da Armênia        |
| 14                                        |                                  | Andranik Margaryan               | 12 de maio de 2000               | 25 de março de 2007[β]           | Partido Republicano da Armênia        |
| 15                                        |                                  | Serj Sargsyan                    | 26 de março de 2007              | 9 de abril de 2008               | Partido Republicano da Armênia        |
| 16                                        |                                  | Tigran Sargsyan                  | 9 de abril de 2008               | 13 de abril de 2014              | Partido Republicano da Armênia        |
| 17                                        |                                  | Hovik Abrahamyan                 | 13 de abril de 2014              | 13 de setembro de 2016           | Partido Republicano da Armênia        |
| 18                                        |                                  | Karen Karapetyan                 | 13 de setembro de 2016           | 17 de abril de 2018              | Partido Republicano da Armênia        |
| 19                                        |                                  | Serj Sargsyan                    | 17 de abril de 2018              | 23 de abril de 2018              | Partido Republicano da Armênia        |
| —                                         |                                  | Karen Karapetyan (interino)      | 23 de abril de 2018              | 8 de maio de 2018                | Partido Republicano da Armênia        |
| 20                                        |                                  | Nikol Pashinyan                  | 8 de maio de 2018                | presente                         | Contrato Civil                        |